# Eulonchopria
Eulonchopria is een geslacht van vliesvleugelige insecten uit de familie Colletidae.

## Soorten
- E. flavescens (Friese, 1916)
- E. gaullei (Vachal, 1909)
- E. limbella (Vachal, 1909)
- E. oaxacana Michener, 1963
- E. psaenythioides Brèthes, 1909
- E. punctatissima Michener, 1963